# Nazionale maschile di rugby a 13 dell'Inghilterra
La nazionale di rugby a 13 dell'Inghilterra è la selezione che rappresenta l'Inghilterra a livello internazionale nel rugby a 13.
Con la scissione dalla Rugby Football Union e la conseguente formazione della Northern Rugby Football Union, avvenuta nel 1895, nacque di fatto il nuovo codice del rugby a 13 che si differenziava dal rugby union. Nove anni più tardi, nel 1904, ebbe luogo il debutto internazionale dell'Inghilterra contro una selezione chiamata "Altre Nazionalità" formata da giocatori gallesi e scozzesi. In seguito, nel 1907 la Gran Bretagna ospitò lo storico tour degli All Golds della Nuova Zelanda e tre anni dopo la nazionale inglese effettuò il suo primo tour recandosi in Nuova Zelanda e Australia.
L'Inghilterra è stata due volte finalista nella Coppa del Mondo di rugby a 13: nel 1975 è stata sconfitta 25-0 dall'Australia, mentre nel 1995 la stessa Australia si è nuovamente imposta 16-8. Durante le varie edizioni della Coppa del Mondo la selezione della Gran Bretagna ha spesso preso il posto della nazionale inglese.
Dal 2009 l'Inghilterra è una delle squadre che partecipano stabilmente al Four Nations, in precedenza prendeva regolarmente parte al Campionato europeo.

## Palmarès
- Campionato europeo: 14

1935, 1946, 1947, 1948, 1950, 1954, 1970, 1975, 1978, 1979, 1980, 1996, 2003, 2004